# Tarantski zaliv
Tarantski zaliv (italijansko: Golfo di Taranto) je zaliv v Jonskem morju na jugu Italije. 
Zaliv je štirikotne oblike in je med rtom Santa Maria di Leuca na vzhodu Apulije (polotok Salento) in Colonna na zahodu Kalabrije širok okoli 140 km. V zalivu je tudi Keradsko otočje, ki ga sestavljata dva otočka.
Največje reke, ki se izlivajo v zaliv so Besento, Sinni in Agri. Največja mesta ob zalivu so Taranto in Gallipoli. Na območju zaliva pa so našli tudi veliko ostankov kolonij takratne Magne Graecije.